# Galakturan 1,4-alfa-galakturonidaza
Galakturan 1,4-alfa-galakturonidaza (EC 3.2.1.67, eksopoligalakturonaza, poli(galakturonat) hidrolaza, ekso--galakturonaza, ekso--galakturonanaza, eksopoli-D-galakturonaza, poli(1,4-alfa-D-galakturonid) galakturonohidrolaza) je enzim sa sistematskim imenom poli((1->4)-alfa--galakturonid) galakturonohidrolaza. Ovaj enzim katalizuje sledeću hemijsku reakciju
[(1->4)-alfa--galakturonid]n + H2O {\displaystyle \rightleftharpoons } [(1->4)-alfa--galakturonid]N-1 + D-galakturonat

## Literatura
- Nicholas C. Price; Lewis Stevens (1999). Fundamentals of Enzymology: The Cell and Molecular Biology of Catalytic Proteins (Third изд.). USA: Oxford University Press. ISBN 019850229X.
- Eric J. Toone (2006). Advances in Enzymology and Related Areas of Molecular Biology, Protein Evolution (Volume 75 изд.). Wiley-Interscience. ISBN 0471205036.
- Branden C; Tooze J. Introduction to Protein Structure. New York, NY: Garland Publishing. ISBN 0-8153-2305-0.
- Irwin H. Segel. Enzyme Kinetics: Behavior and Analysis of Rapid Equilibrium and Steady-State Enzyme Systems (Book 44 изд.). Wiley Classics Library. ISBN 0471303097.

## Spoljašnje veze
- Galacturan+1,4-alpha-galacturonidase на 